# Мамду-хан
Мамду-хан – карлукский правитель Койлыка и Алмалыка. Союзник Кучлук хана против борьбе с  Чжулху.

## Биография
О его жизни мало известно. Он происходил карлускского знатного дома. Его отец Арслан хан был убит Чжулху в подозрении восстании. А его сын Мамду-хан стал союзником Кучлук хана. Однако Кучлук узурпировал власть в Каракитайском ханстве и стал единоличным правителем всего региона. Он ликвилировал Караханидское ханство и убил их правителей в Кашгаре. А его брат  Арслан хан, правитель Алмалыка Бузар хан идикут уйгуров Баурчук восстали против Кучлука и перешли на сторону Чингисхана.